# District de Cahors
Le district de Cahors est une ancienne division administrative française du département du Lot de 1790 à 1795.
Il était composé des cantons de Cahors, Cabrerets, Castelnau, Catus, Duravel, Lalbenque, Limogne, Luzech, Puy l'Eveque et Saint Gery.